# محمد فؤاد
محمد فؤاد عبد الحميد حسن شافعي (مواليد 20 ديسمبر 1961–) هو مغني وممثل مصري، ظهر على الساحة الفنية في ثمانينيات القرن العشرين، لقب بابن البلد، وصوت مصر.

## حياته
ولد في مدينة الإسماعيلية، وتربى في حي عين شمس، وله من الأخوة 7، ومن الأخوات 3. نشأ علي حب سماع الغناء الأصيل مثل: عبد الحليم حافظ، وفريد الأطرش وأم كلثوم. تنقلت عائلته بين أكثر من حي من أحياء القاهرة، وكان يغلب علي هذه الأحياء الطابع الشعبي البسيط، مما انعكس بشكل مباشر علي شخصية محمد فؤاد في المستقبل، ونظرا للتنقل بين أكثر من منزل، فقد التحق محمد فؤاد بين أكثر من مدرسة في المرحلة الابتدائية، وقد عاش مع عائلته في أحياء العباسية، وحلوان، وعين شمس، والمكان الذي يعتبره الفنان محمد فؤاد بيته هو حي عين شمس، حيث عاش فيه ما يقرب من 25 سنة، وحتي الآن لايزال محتفظا بعلاقته مع أصدقائه في الحي، ويتردد علي منزل عائلته القديم علي فترات ليست بعيدة، ليلتقي بأصدقائه وأهل حي عين شمس وخاصة في شهر رمضان المعظم والأعياد. منذ طفولته، وهو يشعر بإحساس غريب جدا، وهو أنة معروف لكل الناس، ليس في الحي الذي يعيش فيه فقط، ولكن في أي مكان داخل مصر، وخاصة الأحياء الشعبية البسيطة، وكانت هوايته منذ طفولته هي لعب كرة القدم التي كان يجيدها بشكل معقول، وكان يحلم بالعب في إحدى الأندية الكبيرة. أكثر المواقف تأثيرا في حياة محمد فؤاد هي استشهاد شقيقة الأكبر «إبراهيم»، وذلك خلال حرب 1967، مما أصاب محمد فؤاد وعائلته بصدمة كبيرة، خاصة لأنهم لم يتمكنوا من دفنه ومعرفة المكان الذي يستطيعون زيارته فيه، نظرا لعدم عودة جثمان الشهيد هو وكثير من شباب مصر ورجالها في هذه الحرب العاتية، وقد انعكس ذلك علي محمد فؤاد كثيرا مما جعله لا يحب حتي مجرد ذكر كلمة إسرائيل. بدأ حب محمد فؤاد للغناء في مرحلة مبكرة من حياته، فقد كان مشهورا بين جميع أصدقائه بحبة للغناء لمطربين مصريين وأجانب أيضا مثل: عبد الحليم حافظ، وعبد الغني السيد، والمطرب العالمي ديميس روسوس، والذي بسببه أطلق أصدقاءه عليه لقب «محمد Faraway»، وهي أغنية شهيرة جدا للمطرب العالمي. كانت بداية محمد فؤاد في فرقة فور إم بقيادة الفنان عزت أبو عوف.

## بداية الشهرة
كانت النقلة الحقيقية في حياة محمد فؤاد، والتي فتحت له أبواب الشهرة والنجومية العريضة من مصر والوطن العربي، جاءت من خلال الصدفة البحتة، وذلك خلال وجوده لمشاهدة فرقة فور إم بقيادة الفنان عزت أبو عوف، وذلك بنادي الشمس الرياضي عام 1982، فبعد انتهاء حفل الفور أم، كان محمد فؤاد وشقيقه عبد العزيز وأحد أصدقائه «شريف الجدي» يهيمون بمغادرة النادي، وإذ بسيارة عزت أبو عوف تتوقف ليسألهم عن بوابة الخروج من النادي، فما كان من شقيق محمد فؤاد وصديقة إلا أن قالا لعزت أبو عوف وفي نفس الوقت: محمد صوته حلو أوي يا دكتور ياريت تسمعه وتخليه يغني معاكو، وفُوجي محمد فؤاد بعزت أبو عوف ينظر إليه مطولا، وينزل من سيارته، ويفتح شنطة السيارة ليخرج من الحقيبة كارت علية أرقام تليفوناته وعنوانه. وسط ذهول محمد فؤاد من ذلك بأن يطلب عزت أبو عوف من محمد فؤاد الشاب الصغير، الذي لم يتعد سنه في هذا الوقت العشرين عاما، ويتصل به في اليوم التالي، وكانت آخر كلمة قالها عزت أبو عوف لمحمد فؤاد: يا رب صوتك يطلع حلو يا محمد، وقد تم تصوير هذا اليوم كما حدث من خلال أحداث فيلم إسماعيلية رايح جاي بمشاركة الفنان عزت أبو عوف. واستمر محمد فؤاد مع فرقة الفور أم، وقدم معهم مجموعه من الأغاني مثل: «سلطان زماني»، و«متغربين»، وبعد ذلك انفصل محمد فؤاد عن الفرقة، وانتقل بعد ذلك إلي مرحلة جديدة من حياته في الغناء، وذلك بالتوقيع علي عقد لإنتاج ألبومات غنائية، وذلك مع شركة صوت الحب، وهي من أكبر شركات الإنتاج الفني والغنائي في مصر والوطن العربي في ذلك الوقت، وقدم معهم أول ألبوم خاص به يحمل اسم في السكة، ونجح الألبوم، وأغنية في السكة بشكل خاص، نظرا لحداثة هذا اللون من الغناء علي الآذان المصرية. وتوالت بعد ذلك الألبومات والنجاحات.

### حياته الأسرية
محمد فؤاد متزوج، وله ابن وابنتان «عبد الرحمن» و«بسملة» و «الاء».

#### حقيقة زواجه من سارة سلامة
أشيع في الصحافة خبر زواجه من سارة سلامة "، ابنة الممثل أحمد سلامة، بعدما بدأت العلاقة بين الثنائي كزملاء في الوسط الفني، تطورت وتزوجا بعد عدة أشهر سراً، واستمر الزواج لفترة ليست بالقليلة،
وهذا الأمر سبب له خلافات كبيرة بينه وبين زوجته الأولى وأم أبنائه، التي خيّرته بين الانفصال عنه أو البقاء معها. فاختار القرار الثاني وبقي إلى جانب زوجته الأولى وأولاده.

## الألبومات[5]
| الألبوم          | العام | المنتج                                     |
| ---------------- | ----- | ------------------------------------------ |
| في السكة         | 1983  | صوت الحب للإنتاج الفني والتوزيع، عالم الفن |
| خفة دمه          | 1986  | صوت الحب للإنتاج الفني والتوزيع            |
| هاود             | 1987  | صوت الحب للإنتاج الفني والتوزيع            |
| ياني             | 1988  | صوت الحب للإنتاج الفني والتوزيع            |
| اسالي            | 1990  | صوت الدلتا                                 |
| مشينا            | 1992  | صوت الدلتا                                 |
| شيكا بيكا        | 1993  | صوت الدلتا                                 |
| حبينا            | 1994  | روتانا                                     |
| نحلم             | 1995  | روتانا                                     |
| حيران            | 1996  | فري ميوزيك                                 |
| كامننا           | 1997  | فري ميوزيك                                 |
| الحب الحقيقي     | 1998  | فري ميوزيك                                 |
| قلبي وروحي وعمري | 1999  | صوت الدلتا                                 |
| القلب الطيب      | 2000  | روتانا                                     |
| كبر الغرام       | 2001  | روتانا                                     |
| شاريني           | 2003  | عالم الفن                                  |
| حبيبي يا         | 2005  | روتانا                                     |
| ولا نص كلمة      | 2007  | روتانا                                     |
| بين أيديك        | 2010  | روتانا                                     |

## أغاني مصورة
| الأغنية         | المخرج          | المنتج                          | العام |
| --------------- | --------------- | ------------------------------- | ----- |
| في السكة        | فتحي عبد الستار | صوت الحب للإنتاج الفني والتوزيع | 1983  |
| يالا بينا       | فتحي عبد الستار | صوت الحب للإنتاج الفني والتوزيع | 1983  |
| الشمس           | فتحي عبد الستار | صوت الحب للإنتاج الفني والتوزيع | 1988  |
| مرمرينا         | فتحي عبد الستار | صوت الحب للإنتاج الفني والتوزيع | 1988  |
| قولي            | طارق الكاشف     | صوت الدلتا                      | 1990  |
| موعداني         | أشرف شيحه       | صوت الدلتا                      | 1992  |
| مشينا كتير      |                 | روتانا                          | 1994  |
| هودعك           | أشرف شيحه       | روتانا                          | 1995  |
| فاكرك يا ناسيني | ساندرا نشأت     | فري ميوزيك                      | 1996  |
| هنساك           | حامد سعيد       | فري ميوزيك                      | 1996  |
| الحب الحقيقي    | نصر محروس       | فري ميوزيك                      | 1998  |
| أنا لو حبيبك    | محسن أحمد       | صوت الدلتا                      | 1999  |
| لو              | حامد سعيد       | روتانا                          | 2000  |
| الأقصى نادى     | رامي رشدي       | هاي فيديلتي                     | 2002  |
| ياما            |                 | هاي فيديلتي                     | 2014  |
| عيش الحياة      | هاني كامل       | ماستر جروب                      | 2019  |

## أغاني مسلسلات
| السنه | المسلسل       |
| ----- | ------------- |
| 2003  | إمام الدعاة   |
| 2010  | أغلى من حياتي |
| 2012  | خطوط حمراء    |
| 2015  | أرض النعام    |

## برامج تلفزيونية
- فؤش في المعسكر - 2014

## تجاربه في التمثيل

### من الأفلام
| الفيلم             | السنه |
| ------------------ | ----- |
| القلب وما يعشق     | 1991  |
| أمريكا شيكا بيكا   | 1993  |
| إشارة مرور         | 1995  |
| يوم حار جدا        | 1996  |
| إسماعيلية رايح جاي | 1997  |
| رحلة حب            | 2001  |
| هو في إيه؟!        | 2002  |
| غاوي حب            | 2005  |

### من المسلسلات
- دعوة للحياة - 1989
- أغلي من حياتي - 2010
- الضاهر - 2019-2020

## وصلات خارجية
- محمد فؤاد على موقع IMDb (الإنجليزية)
- محمد فؤاد على موقع قاعدة بيانات الأفلام العربية
- محمد فؤاد على موقع ميوزك برينز (الإنجليزية)
- محمد فؤاد على موقع ديسكوغز (الإنجليزية)
- محمد فؤاد على موقع قاعدة بيانات الفيلم (الإنجليزية)